# Sławomir Łukasik
Sławomir Łukasik (1 de mayo de 1993) es un deportista polaco que compite en ciclismo de montaña en la disciplina de descenso. Ganó tres medallas en el Campeonato Europeo de Ciclismo de Montaña entre los años 2015 y 2017.

## Palmarés internacional
| Campeonato Europeo | Campeonato Europeo | Campeonato Europeo | Campeonato Europeo |
| Año                | Lugar              | Medalla            | Competición        |
| ------------------ | ------------------ | ------------------ | ------------------ |
| 2015               | Wisła (Polonia)    | Medalla de plata   | Descenso           |
| 2016               | Wisła (Polonia)    | Medalla de oro     | Descenso           |
| 2017               | Sestola (Italia)   | Medalla de plata   | Descenso           |